# یواس‌اس ماساچوست (بی‌بی-۵۹)
یواس‌اس ماساچوست (بی‌بی-۵۹) (به انگلیسی: USS Massachusetts (BB-59)) یک کشتی است که طول آن ۶۸۰٫۸ فوت (۲۰۷٫۵ متر) می‌باشد. این کشتی در سال ۱۹۴۱ ساخته شد.